# Periophthalmus novaeguineaensis
Espèce
Synonymes
- Periophthalmus cantonensis novaeguineaensis  Eggert, 1935
- Periophthalmus expeditionium  Whitley, 1953
- Periophthalmus murdyi  Larson & Takita, 2004

Periophthalmus novaeguineaensis est une espèce de poissons-grenouilles de la famille Gobiidae. Ce poisson amphibie habite dans les eaux saumâtres, salées, parfois douces des mangroves d'Asie du Sud-Est et d'Océanie, principalement en Indonésie et en Australie. Il se rencontre souvent là où pousse le palmier Nypa fruticans. Il atteint 8 cm de longueur totale.